# Liste von historischen Mühlen in Aachen

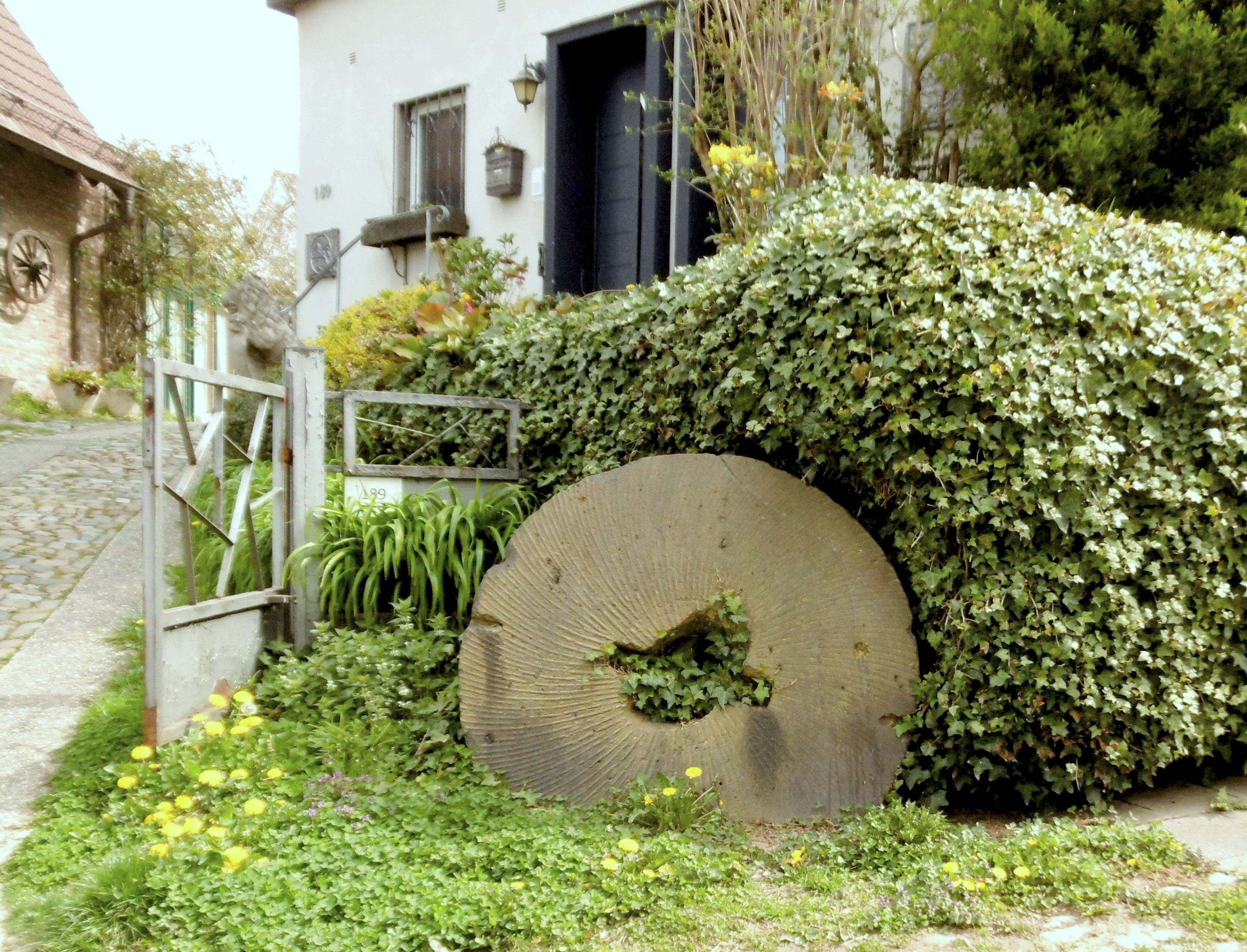
Mühlstein der Steinebrücker Mühle

Die Liste von historischen Mühlen in Aachen bietet ohne Gewähr auf Vollständigkeit eine Übersicht der bekanntesten ehemaligen Wassermühlen an den Ufern der Aachener Bäche auf dem heutigen Gebiet der Stadt Aachen. Mehr als 70 Mühlen konnten anhand der Quellen nachgewiesen und mit Daten belegt werden, wobei es zudem noch weitere Mühlen gab, die historisch in Vergessenheit geraten sind oder über die es keine Angaben gibt. Die nachgewiesenen Aachener Mühlen hatten einst unter anderem als Getreide-, Schrot- oder Ölmühlen sowie als Kupfer-, Schleif-, Walk- oder Farbholzmühlen gedient und besaßen mehrheitlich ein oberschlächtiges Wasserrad. Sie bildeten ab der Frühen Neuzeit die Basis für den wirtschaftlichen Aufstieg Aachens vor allem im Bereich der Tuch- und Nadelindustrie im 18. und 19. Jahrhundert, wie es vor allem die Geschichte der Tuchindustrie in Aachen und die Geschichte der Nadelindustrie in Aachen belegen.
Die meisten Mühlen wurden mittlerweile niedergerissen, einige wenige jedoch konnten restauriert und zu modernen Wohn- oder Geschäftshäusern umgebaut und teilweise unter Denkmalschutz gestellt werden. Mehrere Straßenbezeichnungen im heutigen Stadtbild weisen auf die ehemalige Existenz dieser Mühlen hin.
Für die Mühlen im Einzugsbereich der Wurm außerhalb des Stadtgebietes von Aachen siehe die Liste von Mühlen an der Wurm und ihren Zuflüssen.

## Liste
| Bezeichnung                   | Standort (Bachabwärts)                                              | Fließgewässer | Mühlenchronik | Folgezustand | Bild                               |
| ----------------------------- | ------------------------------------------------------------------- | ------------- | --- | --- | ---------------------------------- |
| Obermühle                     | Scherbstraße 171, Aachen-Horbach (Standort)                         | Amstelbach    | Auch bekannt als „Heydener Mühle“ oder „Lanckohrsmühle“; 1241 erste Erwähnung, 1361 Bannmühle mit oberschlächtigem Wasserrad; Korn- und Malzmühle, 1964 stillgelegt. | Denkmalschutz nach Restaurierung, Fort- und Weiterbildungszentrum. | weitere Bilder                     |
| Untermühle                    | Heyder Feldweg 110, Aachen-Horbach (Standort)                       | Amstelbach    | Auch bekannt als „Tüter Mühle/Teuten Mühle“; errichtet im 16./17. Jh., Ölmühle, Kupfermühle mit oberschlächtigem Wasserrad, 1956 stillgelegt. | Denkmalschutz nach Restaurierung, Gutshof mit Pferdepension. | weitere Bilder                     |
| Heidbendenmühle               | Forster Linde 36/38, Eselsweg Aachen-Forst (Standort)               | Beverbach     | Gehörend zum Gut Heidenbenden am Zusammenfluss mit dem Hitfelder Bach, Daten und Verwendung unbekannt, 1691 letzte Erwähnung. | Nur noch ein Gebäudetrakt, heute Wohnhaus, und der Mühlenteich erhalten. |                                    |
| Buschmühle                    | Buschmühle, Aachen-Forst (Standort)                                 | Beverbach     | Teil des Gutes Schönthal, ursprünglich im Besitz der Burg Schönforst; 1574 Kupfermühle, 1735 Walkmühle, 1810 Wollspinnerei; 1822 Neubau als Öl- und Kornmühle, 1830 Walkmühle, 1843 Getreidemahlmühle, 1943 zerstört. | Neubau eines Wohntraktes, Straße nach ihr benannt. | Neubautrakt                        |
| Grünenthalsmühle              | Krautmühlenweg 8, Aachen-Forst (Standort)                           | Beverbach     | Ersterwähnung 1460 als „Felzmühle“, gelegen in unmittelbarer Nachbarschaft zur Krautmühle und im Besitz der Reichsabtei Burtscheid; 1574 Kupfermühle, 18. Jh. Walkmühle, 19. Jh. zunächst Spinn- und anschließend wiederum Walkmühle, 1875 Einbau einer Dampfmaschine, danach Teil einer Tuchfabrik, 1960er-Jahre stillgelegt. | Umgebaut zu Wohn- und Wirtschaftshäusern. |                                    |
| Krautmühle                    | Krautmühlenweg 4–6, Aachen-Forst (Standort)                         | Beverbach     | Ersterwähnung 1231 als „Neckelsmolen super rivum Biueram sitam“ (Wassergeistmühle oberhalb des Flüsschens Bever liegend) im Besitz der Reichsabtei Burtscheid, unmittelbar bei der Grünenthalsmühle, zugehörend ein Wirtschaftsgebäude (heute Obere Drimbornstraße 8–12) mit dem Wappen der Äbtissin Johanna Theodora Theresia Freifrau von und zu Hamm († 1775) über dem Schlussstein des heute geschlossenen Torbogens im mittleren Gebäudetrakt; 1539 Krautmühle genannt, 1691 Korn- und Kupfermühle, 1803 Walkmühle, anschließend Nadelschauermühle, 1854 Einbau eines Dampfkessels, danach Farbholzmühle, Kunstwollfabrik, Färberei und Galvanisationsbetrieb. | Nach Renovierung Mühle und ehemaliges Wirtschaftsgebäude umgebaut zu Wohn-, Wirtschafts- und Kulturgebäuden, Sitz der Aachener Christengemeinde, Denkmalschutz, Weg nach ihr benannt.                                                      |                                    |
| Bevermühle                    | Adalbertsteinweg 274, Aachen (Standort)                             | Beverbach     | Bis auf eine Erwähnung sind keine Angaben zu dieser Mühle bekannt. | Neubau von Wohnhäusern. |                                    |
| Kirberichshofer Mühle         | Kurfürstenstraße 11–13, Aachen (Standort)                           | Beverbach     | Ende 15. Jh. Kupfermühle, 17. Kupfer- und Walkmühle, 18. Jh. bis 1889 Mahlmühle u. a. der Bäckerzunft, im Zweiten Weltkrieg zerstört. | Neubau von Wohnhäusern. |                                    |
| Obere Papiermühle             | Luisenstraße 41, Aachen-Frankenberger Viertel (Standort)            | Beverbach     | Anfangs auch „Mühle Oberholsit“ genannt, 1584 als zweite Papiermühle zur Unteren Papiermühle erbaut, 1606 Walkmühle, 1613 Kupfer- und Wollmühle, 1716 Papiermühle an der „Papiermühlengasse“ (heute Frankenstraße), war von 1908 bis zur Schließung 1949 Teil der Tuchfabrik „Bölling & Pastor“, später abgerissen. | Neubau moderner Wohnblocks. |                                    |
| Untere Papiermühle            | Papiermühlenweg, Aachen-Frankenberger Viertel (Standort)            | Beverbach     | Anfangs bekannt als „Mühle Niederholsit“ und im Besitz der Herren von Merode auf der Burg Frankenberg, 1445 verkauft, 1570 Papiermühle, 1656 Mahlmühle und ab 1737 in Besitz der Bäckerzunft, 1800 Spinnmühle, 1828 Teil der Tuchfabrik „Schwamborn & Bischoff“, 1856 als Spinnmühle Teil der „Tuchfabrik Pastor/Neuwerk“, 1974 Fabrikbetrieb eingestellt. | Nach Komplettsanierung 1983/1984 Umbau zu Wohn- und Gewerbebauten und unter Denkmalschutz gestellt, Weg nach ihr benannt. | weitere Bilder                     |
| Harner Mühle                  | Debyestraße, Aachen-Eilendorf (Standort)                            | Haarbach      | Ersterwähnung 1229 als „molendino harne“, 1331 Mahlmühle mit oberschlächtigem Wasserrad, 1646 zum „Haarhof“ gehörend, 1964 stillgelegt. | Mühlengebäude bis Ende 20. Jh. noch als Stall genutzt, danach abgerissen, Brachgelände neben Haarhof. | Haarhof                            |
| Nirmer Mühle                  | Schuttenhofweg 232, Aachen-Haaren (Standort)                        | Haarbach      | Auch bekannt als „Fingerhutsmühle“ und „Vinkenmühle“, Ersterwähnung 1646, ab 1835 Mahlmühle, wenige Jahre später stillgelegt und 1920 der Mühlenteich verfüllt. | Gebäude saniert und zu Wohnräumen umgebaut, Denkmalschutz. | weitere Bilder                     |
| Scheidmühle                   | Scheidmühlenweg, Aachen-Haaren (Standort)                           | Haarbach      | Ersterwähnung 1588 als „Muehlgen im Scheidtbruech“ mit oberschlächtigem Wasserrad, 1812 Mahlmühle, 1835 Nadelschauermühle, 1852 Umbau zu unterschlächtiger Wasserführung als Fabrikmühle, 1969 abgerissen. | 1979 Bau einer Kläranlage auf dem Mühlenareal, 1993 erweitert, Straße nach ihr benannt. | weitere Bilder                     |
| Kahlgrachtmühle               | Kahlgrachtstraße 54, Aachen-Haaren (Standort)                       | Haarbach      | Ersterwähnung 1453 als Mahlmühle mit oberschlächtigem Eisenrad, Mitte 16. Jh. Kupfermühle, 1670 wiederum Mahlmühle, 1944 Betrieb eingestellt. | Umwandlung des Mühlengebäudes nach Restaurierung zum Kinderheim, Denkmalschutz. | weitere Bilder                     |
| Welsche Mühle                 | Mühlenstraße 19, Aachen-Haaren (Standort)                           | Haarbach      | Ersterwähnung 1452 als „Mühle von Oberhaaren/Überhaaren“ mit oberschlächtigem Mühlrad, 1780 Namensänderung, 1830 Farbholzmühle, 1861 Getreideholzmühle, 1961 Betrieb eingestellt. | Mühlengebäude grundlegend restauriert und saniert, Mühlrad und Mühlteiche noch vorhanden, Umbau als Museumsmühle, Kulturzentrum und Veranstaltungsort des Heimatvereins Haaren, Denkmalschutz, „Mühlenstraße“ verweist auf die Mühle.      | weitere Bilder                     |
| Schmithofer Mühle             | Mühle 6 Aachen-Schmithof (Standort)                                 | Inde          | Erbaut vor 1646, Mahlwerk, Sägewerk | Nach Stilllegung Umwandlung in Wohnblock, Denkmalschutz, Weg nach ihr benannt. |                                    |
| Friesenrather Mühle           | Schleidener Straße 334 Aachen-Walheim (Standort)                    | Inde          | Anfangs Lohmühle der Reichsabtei Kornelimünster, 1869 verpachtet als Kupfermühle, ab 1815 in Besitz der Pfarre Hahn, erneut Lohmühle, 1835 Neubau der Mühle, die 1878 einem Brand zum Opfer fiel und stillgelegt wurde. | Gewölbe teilweise noch vorhanden, inzwischen aber mit einem Wohnblock zugebaut und nicht mehr zugänglich. |                                    |
| Hahner Mühle                  | Hahner Straße 73/75, Aachen-Hahn (Standort)                         | Inde          | Ersterwähnung um 1800 als Mahlmühle, 1950er-Jahre stillgelegt. | Umbau zum Mehrfamilienhaus mit Hotel garni, Denkmalschutz. |                                    |
| Schlauser Mühle               | Venwegener Straße 60–64 Aachen-Kornelimünster (Standort)            | Inde          | Ersterwähnung 1363, Mahlmühle, Walkmühle, Bestandsgebäude aus dem 18./19. Jh., keine weiteren Angaben bekannt | Nach Sanierung Umwandlung in Guts- und Reiterhof. |                                    |
| Venwegener Mühle              | Venwegener Straße 18–20 Aachen-Kornelimünster (Standort)            | Inde          | ehemalige Wassermühle „Kleinlehmkühlchen“, Bestandsgebäude aus dem 1. Viertel des 19. Jh.; keine weiteren Angaben bekannt | heute Wohnkomplex |                                    |
| Abteimühle Kornelimünster     | Promenade 3–9, Aachen-Kornelimünster (Standort)                     | Inde          | Älteste und größte Getreide-Mühle der Region. Ursprünglich Bannmühle der Reichsabtei Kornelimünster, 1331 Genehmigung bestätigt. 1413 im Weistum erwähnt, 17. Jh. Brauereimühle, 1809 Walkmühle, 1835 Neubau als Spinnereimühle mit oberschlächtigem Wasserrad für die Tuchfabrik Startz, 1906 Teil u. a. der „Reißwollfabrik Rohland“, 1977 stillgelegt. | Ab 1989 Sanierung und Umbau des Gebäudekomplexes zu Wohn-, Büro- und Gewerbeflächen, Denkmalschutz. | weitere Bilder                     |
| Bilstermühle                  | Bilstsermühler Straße 1, Aachen-Kornelimünster (Standort)           | Inde          | Daten nicht überliefert, Getreidemühle | Wohnhaus, Landwirtschaftliches Gelände, Straße nach ihr benannt. |                                    |
| Steinebrückmühle              | Indeweg 80 Aachen-Brand (Standort)                                  | Inde          | Anfangs Mühle der Messingherstellung, 19. Jh. Walkmühle, anschließend Wollwäscherei und Weberei. Nach dem Ersten Weltkrieg stillgelegt. | Nach Stilllegung ab 1928 Militärunterkunft, dann Jugendherberge, Mitte der 1950er-Jahre Eigentum der Familie Grünzig, die dort zunächst eine Tuchfabrik betrieb, ab 1963 Fertigbetonwerk und ab 2003 Zentrale der Nesseler Grünzig Gruppe. |                                    |
| Komericher Mühle              | Komericher Weg 44, Aachen-Brand (Standort)                          | Inde          | Ersterwähnung im 16. Jh. als „Kaltenberger Mühle“, Pachtmühle der Reichsabtei Kornelimünster. 1770 Spinn- und Walkmühle, ab ca. 1810 bis 1960 Teil einer Tuchfabrikanlage mit wechselnden Besitzern, anschließend Mühle stillgelegt. | 2001 Sanierung und Umbau als Geschäfts- und Wohnbereich, Mühlenteich und Mühlengraben noch vorhanden, von 2006 bis 2012 Sitz des Textilmuseums Aachen, Denkmalschutz.                                                                      | weitere Bilder                     |
| Töpferhofmühle                | Burgstraße 95 Raeren-Belgien (Standort)                             | Iterbach      | Ersterwähnung im Jahr 1587 als Getreidemühle mit oberschlächtigem Wasserrad. | Mühlentechnik ausgebaut und Mühlengebäude zu einem Wohnhaus umgebaut, ein Mühlenstein als Erinnerung vor dem Haus drapiert. |                                    |
| Neumühle / Moulin Schumacher  | Mühlenstraße 25 Raeren-Belgien (Standort)                           | Iterbach      | Erbaut 1883 als Getreidemühle mit oberschlächtigem Wasserrad, im 20. Jh. stillgelegt. | In den Jahren 2003 bis 2006 Mühlengebäude grundlegend restauriert und zu einem Wohnblock umgebaut, Mühlentechnik weitestgehend erhalten.                                                                                                   |                                    |
| Klostermühle Brandenburg      | Baumgartsweg 38–40, Aachen-Sief (Standort)                          | Iterbach      | Als Teil des Klosters Brandenburg 1585 erstmals erwähnt, Getreide- und Ölmühle, Wassermühle für ein Brauhaus, 1704 Neu- und Umbau, 1789 verkauft, Mühle als Öl-, Mahl- und Lohmühle weiterbetrieben, vor 1926 stillgelegt, Mühlengraben verfüllt. | In den 1990er-Jahren Umbau zum Wohnkomplex, Denkmalschutz. | weitere Bilder                     |
| Königsmühle Walheim           | Königsmühlenweg 61–63, Aachen-Walheim (Standort)                    | Iterbach      | Ersterwähnung 1525 als Ölmühle mit oberschlächtigem Mühlrad, deshalb auch bekannt als „Olechsmölle“ oder „Ohligsmühl“, 1925 stillgelegt und Mühlenkomplex verfallen. | Nach Ankauf 1981 durch privaten Investor grundlegende Restaurierung und Sanierung sowie Umbau zum Mehrfamilienhaus, Denkmalschutz, Weg nach ihr benannt.                                                                                   | weitere Bilder                     |
| Pottenmühle                   | Im Johannistal 35, Aachen (Standort)                                | Johannisbach  | Ersterwähnung 1423, vom 16. bis 19. Jh. Kornmühle, 1822 Spinnmühle; 1. Hälfte 20. Jh. stillgelegt. | Umbau zur „Blockeisfabrik Koelmann“, 1960 niedergerissen für Hochhausneubauten, Straße nach ihr benannt. |                                    |
| Junkersmühle                  | An der Junkersmühle, Aachen (Standort)                              | Johannisbach  | Ersterwähnung 1364 als Getreidemühle und 1408 als Junkersmühle, 1857 als Außenstelle in Besitz der Tuchfabrik Lochner, 1907 verkauft und niedergerissen. | Neubau eines prunkvollen Wohngebäudekomplexes, Straße nach ihr benannt. |                                    |
| Plattenbauchmühle             | Lochnerstraße, Aachen (Standort)                                    | Johannisbach  | Auch bekannt als „Segraedt-Mühle“ nach ihren ersten Besitzern, der Familie Segraedt, gelegen zwischen Carlsweiher und Plattenbauchgraben (Heute Karlsgraben), 1295 Ersterwähnung als Mahlmühle, 1750 als Nadelschauermühle, 1769 Tuchwasch- und Walkmühle, ab 1817 Teil der Tuchfabrik van Houtem 1830 ausgestattet mit einer Dampfmaschine, 1907 stillgelegt. | Gebäude teils niedergerissen, teils umgebaut zu Hochschulinstituten. |                                    |
| Schönforster Mühle            | Trichtergasse, Aachen (Standort)                                    | Johannisbach  | Ersterwähnung im 14. Jh., benannt nach ihren ersten Besitzern, den Herren von Schönforst, Getreide-, Öl-, und Malzmühle, 1717 Färberei, 1819 Spinnmühle, 1869 für den Bau der Johanniterstraße abgerissen. | Bau neuer Wohnblocks. |                                    |
| Sackmühle                     | Ecke Sandkaulbach-Martinstraße, Aachen (Standort)                   | Johannisbach  | 1409 erwähnt als „Futtermoelen an der Molengasse“ (heute Sandkaulbach/Martinstraße), später bekannt als „Sandkaulmühle“; Verwendung als Korn- und Malzmühle, weitere Daten unbekannt. | Bau eines neuen Gebäudekomplexes. |                                    |
| Lohmühle                      | Am Hangeweiher, Aachen (Standort)                                   | Pau           | Errichtet als Schleifmühle unterhalb der heutigen Volkssternwarte Aachen, keine weiteren Daten bekannt, 18. Jh. in Besitz des Nadelfabrikanten Cornelius Chorus, 1938 niedergerissen. | Gartenkolonie auf ehemaligem Mühlengrund und Straße nach ihr benannt. |                                    |
| Weiße Mühle                   | Hermann-Löns-Allee, Aachen (Standort)                               | Pau           | Nicht zu verwechseln mit der „Weißen Mühle“ an der Wurm. Am Zusammenfluss mit dem Kannegießerbach gelegen, Daten nicht überliefert, anfangs Mahl-, später Spinnmühle. | Gartenkolonie auf ehemaligem Mühlengrund nach ihr benannt. |                                    |
| Gebrannte Mühle               | Hohenstaufenallee 39–41, Aachen (Standort)                          | Pau           | Frühe Daten unbekannt, Ende 19. Jh. Umwandlung in Tuchwalkerei und Spülerei, später stillgelegt. | Nach Stilllegung Gebäude als Viehställe genutzt, später Bauernhaus, Scheune und Stallungen zu Wohnblocks umgewandelt, Denkmalschutz, benachbarte Studentenwohnanlage nach ihr benannt.                                                     |                                    |
| Rosmühle                      | Am Roskapellchen 1, Aachen (Standort)                               | Pau           | Ersterwähnung 1219 als Besitz des Salvatorklosters Aachen, Mahlmühle, ab 19. Jh. Schleifmühle, 20. Jh. Teil einer Tuchfabrik und Färberei. | Reste des alten Fabrikgebäudes hinter dem Roskapellchen und zu Beginn der gegenüberliegenden Paugasse erhalten, Denkmalschutz, benachbarte „Mühlengasse“ nach ihr benannt.                                                                 |                                    |
| Kelmismühle                   | Dr.-Vitus-Metz-Straße/Löhergraben, Aachen (Standort)                | Pau           | 1559 von Walter Volmer als Galmeimühle eingerichtet, zuvor war diese eine Ölmühle, später Nadelschauermühle, 1821 Neubau als Spül-, Rauh- und Schermühle für die Spinnerei Startz, 1975 stillgelegt. | Umfangreiche Restaurierung der Fabrikanlage und Umwandlung in Kulturzentrum Barockfabrik, Denkmalschutz. | weitere Bilder                     |
| Brudermühle                   | Rennbahn, Aachen (Standort)                                         | Pau           | Ersterwähnung 12. Jh. als Besitz der Bruderschaft des Marienstifts Aachen, auch bekannt als Stiftsmühle oder Brotmühle, ausschließlich Getreide- und Mahlmühle, nach der Säkularisation stillgelegt. | Überbaut durch den Neubau des Bischöflichen Generalvikariats. Der Name der dortigen Klappergasse geht auf das Klappern der damaligen Mühlräder zurück, auch wenn die Sage „Die Klappergasse“ eine andere Deutung zulässt.                  |                                    |
| Heppionsmühle                 | Kapuzinergraben 15, Aachen (Standort)                               | Pau           | Anfangs in Besitz der Bruderschaft des Marienstifts Aachen, nach der Säkularisation von der Stadt Aachen übernommen, zunächst Mahlmühle, später Teil der „Tuchfabrik Bischoff & Schwamborn“, Schauer-, Spinn- und Farbholzmühle, zuletzt Holz- und Wolllager. Früherer Straßenname „Heppionsgasse“ (heute Elisabethstraße) verwies auf die Mühle. | Neubau von Wohn- und Geschäftshäusern. |                                    |
| Obere und Untere Pletschmühle | Willy-Brandt-Platz, Aachen (Standort)                               | Pau           | Zwei direkt benachbarte Mühlen am Zusammenfluss mit dem Johannisbach, deren Einzelgeschichte nicht differenzierbar ist. Ersterwähnung 1265 als unterschlächtige Wassermühlen, 15. Jh. als Kupfermühlen in Besitz der Familie Amya, später Malzmühlen, 1825 Teil der Tuchfabrik Kesselkaul, anschließend der „Nadelmanufaktur Hermann Josef Neuss“, 1. Hälfte 20. Jh. niedergerissen. | Neubau von Wohn- und Geschäftshäusern und neue Platzgestaltung. |                                    |
| Schleifmühle                  | Goethestraße, Aachen (Standort)                                     | Paunell       | Erbaut Mitte 13. Jh. als Mahlmühle mit oberschlächtigem Wasserrad, ab 1600 Nadelschleifmühle, ab 19. Jh. Teil einer Spinnerei. | Institutsgebäude der FH Aachen |                                    |
| Pulvermühle                   | Mozartstraße, Aachen (Standort)                                     | Paunell       | 1721 Opfer eines Starkregenereignisses und durch die Wassermassen weggerissen, anschließend neu aufgebaut, keine weiteren Daten überliefert. | Neubau von Wohn- und Geschäftshäusern sowie Grünflächengestaltung. |                                    |
| Kupfermühle                   | Karmeliterstraße, Aachen (Standort)                                 | Paunell       | Keine Daten überliefert. | Neubau von Wohn- und Geschäftshäusern, Karmeliterhöfe. |                                    |
| Gassmühle                     | Senserbachweg 140, Aachen-Lemiers (Standort)                        | Senserbach    | Ersterwähnung 1349, Mahlmühle. | Umbau als Gutshof, Denkmalschutz. |                                    |
| Lemierser Mühle               | Lemierser Berg 92, Aachen-Lemiers (Standort)                        | Senserbach    | 1606 erwähnt als ehemalige Kupfermühle. | Umbau zum villenartigen Backsteinbau mit dreigeschossigem Turm und ausgedehnter Parkanlage, Denkmalschutz. |                                    |
| Obere Schurzelter Mühle       | An der Ölmühle 2–10, Aachen-Laurensberg (Standort)                  | Wildbach      | 13. Jh. Getreidemühle, 1681 Kupfermühle, danach wechselweise Papierfabrik, Fell-, Öl-, Walk-, Nadelschleif und Farbholzmühle, schließlich 1842 Teil einer Spinnerei, Kauf einer Dampfmaschine, ab 1891 Teil der „Färberei Fußgänger“, 1992 geschlossen. | Restaurierung und Sanierung, Umwandlung in Wohn- und Bürogebäude, Denkmalschutz, Straße „An der Ölmühle“ nach ihr benannt. | weitere Bilder                     |
| Untere Schurzelter Mühle      | Forellenweg, Aachen-Laurensberg (Standort)                          | Wildbach      | Erbaut im 13. Jh. als Teil des Fronhofs „Gut Schurzelt“ aus dem 9. Jh., Mahlmühle, später Nadelschleifmühle mit mittelschlächtigem 8-PS starkem Mühlrad, danach Tuchfärberei, Mühlengebäude selbst 1966/1967 abgerissen, andere Werksbauten erhalten. | Gewerbegebäude; Lagerraum |                                    |
| Wildbacher Mühle              | Wildbacher Mühle 37, Aachen-Laurensberg (Standort)                  | Wildbach      | Ersterwähnung 1420, anfangs als „Wilden-“ bzw. „Wildermühle“ bezeichnet, wechselweise Walk-, Kupfer- und Tuchspülmühle, 1754 Bau eines neuen Mühlgebäudes, später Teil der Spinnerei „Wienands, Casteel & Giesen“, 1969 Betrieb eingestellt, Mühlenteich bis 2016 als Forellenteich genutzt, dann zugeschüttet. | Mühlengebäude von 1754 restauriert und umgewandelt in Wohnblock, Denkmalschutz, Straßennamen „Wildbacher Mühle“ und „Walkmühlenstraße“ verweisen auf die Mühle.                                                                            |                                    |
| Rahemühle                     | Schloss-Rahe-Straße 19, Aachen-Laurensberg (Standort)               | Wildbach      | Unmittelbar neben dem Schloss Rahe erbaut und erstmals 1525 erwähnt, ab 17. Jh. nacheinander als Kupfer-, Nadelpolier- und Schleifmühle genutzt. Ab 1767 Mahlmühle. 1912 völlig abgebrannt und neu aufgebaut, wobei die Antriebskraft Wasser durch Strom ersetzt wurde. Bis in die 1990er Jahre Getreide- und Futtermühle, dann stillgelegt und bis auf Silo und Torbau niedergerissen, Mühlenteich zugeschüttet. | Neubau einer modernen Wohnanlage im Stil alter Zeiten. |                                    |
| Schleifmühle                  | Rütscher Straße 282–304, Aachen-Soers (Standort)                    | Wildbach      | Fälschlicherweise als „Speckhewer Follmühle“ bezeichnet, wobei die Fam. Speckhewer aber Besitzer der „Soerser Mühle“ war. 16. Jh. Kupfermühle, später Teil der „Streichgarnspinnerei und Weberei Wüller“, 1959 Betrieb eingestellt. | Gebäudekomplex umgebaut zu Wohn- und Geschäftsräumen, Mühlenteich noch existent. |                                    |
| Stockheider Mühle             | Strüverweg 112–118, Aachen-Soers (Standort)                         | Wildbach      | Ersterwähnung 13. Jh. 1788 Walkmühle, 1891 ausgebaut für die „Färberei Rzehak“, 1969 Tuchfabrik „Becker & Führen“, 2003 stillgelegt. | Modernisierung und Umwandlung des gesamten Fabrik- und Mühlenkomplexes zum Museum Tuchwerk Aachen, das sich von 2006 bis 2012 als „Textilmuseum Aachen“ in der Komerischen Mühle befunden hatte, Denkmalschutz.                            | weitere Bilder                     |
| Soerser Mühle                 | Sonnenweg 11–15, Aachen-Soers (Standort)                            | Wildbach      | Ersterwähnung 13. Jh. 17. Jh. Kupfermühle, 18. Jh. Walkmühle der Familie Speckhewer, 1825 Nadelschleif- und Poliermühle, 1860 Produktionsstätte der „Spinnerei Lamberts & Gilliam“, 1896 Färberei, 1904 Kratzentuchfabrik, 1988 stillgelegt. | Nach Sanierungsmaßnahmen Umwandlung in Geschäftsbauten, u. a. bis 2002 für ELSA Technology, Denkmalschutz für altes Mühlengebäude, Mühlenteich noch vorhanden.                                                                             |                                    |
| Faulenbroichmühle             | Grindelweg 21 Aachen (Standort)                                     | Wurm          | Auch bekannt als „Vullenbroicher Mühle“ oder „Obere Diepenbendener Mühle“, erbaut im 16. Jh. als Kupfermühle beim Gut Grindel, 17. Jh. Schleifmühle, 19. Jh. Betrieb eingestellt. | Landwirtschaftliche Flächen. |                                    |
| Guedensmühle                  | Diepenbenden 41, Aachen (Standort)                                  | Wurm          | Benannt nach dem ersten Besitzer August Gueden. Später als „Untere Diepenbendener Mühle“ genannt und gehörend zum Gut Diepenbenden. Erbaut im 16. Jh. als Kupfermühle, 1583 Besitzerwechsel von August Gueden an Dietrich Heusch, 18. Jh. Nadelschauermühle, 19. Jh. Kornmahlmühle, 1923/1924 abgerissen zwecks Bau der Stauanlage. | Stauanlage Diepenbenden | Gut Diepenbenden mit Stauanlage    |
| Eismühle                      | Am Chorusberg 3, Aachen (Standort)                                  | Wurm          | Eine von drei benachbarten Mühlen, später nach einer Eisfabrik benannt, die sich im 19. Jh. in der Nähe befand. Anfangs Kupfermühle, 1835–1838 Umbau zur Tuchfabrik „Peltzer & Pastor“, ab 1871 „Otto Peltzer & Co.“, nach dem Zweiten Weltkrieg stillgelegt und Nutzung als Notkirche der Pfarre St. Gregorius. | Mühlengebäude restauriert und Nutzung als Jugendtreff der Pfarre, Denkmalschutz. |                                    |
| Steinebrücker Mühle           | Eupener Straße 189/191, Aachen-Steinebrück (Standort)               | Wurm          | Eine von drei benachbarten Mühlen, Name nach der „Steinernen Brücke“ über den Wurmbach, nach ihrem Besitzer auch als „Bienbarmühle“ bekannt, erbaut um 1772 als Mahlmühle, 1840 Farmmühle, 1879 Getreidemühle, 1901 stillgelegt. Drei Mühlsteine, heute vor Haus-Nr. 189, sind von der Mühle erhalten geblieben. | Zunächst Schreinerei, 1964 abgerissen, Neubau eines Wohn- und Geschäftshauses. | Mühlsteine der Steinebrücker Mühle |
| Rothager Mühle                | St. Vither Straße / I. Rothe-Haag-Weg, Aachen-Burtscheid (Standort) | Wurm          | Eine von drei benachbarten Mühlen, anfangs im Besitz der Reichsabtei Burtscheid, 1518 auch „Oberste Mühle“ genannt, 1802 Schleif- und Poliermühle, 1870 Teil der Tuchfabrik „Otto Peltzer & Co.“, bis 1923 mit einem oberschlächtigen Wasserrad betrieben, 1928 Reitschule, 1943 Kautschukfabrik, 1944 abgebrannt. | Neubau von Wohn- und Geschäftshäusern. |                                    |
| Freundmühle                   | St. Vither Straße / Salierallee Aachen-Burtscheid (Standort)        | Wurm          | Benannt nach ihrem ersten Besitzer Johannes Freund, später auch bekannt als „Haasmühle/Hasenmühle“, Ersterwähnung 1373 als Mahlmühle, 19. Jh. Nadelschleifmühle, 1832 Betrieb von Rauhmaschinen sowie 1885 einer Appretur für die Tuchfabrik „Johann Erckens Söhne“, 1893 stillgelegt. | Neubau von Wohn- und Geschäftshäusern. |                                    |
| Obere und Untere Kulpriemühle | Mühlental 47–65, Aachen-Burtscheid (Standort)                       | Wurm          | Auch bekannt als „Untere und Obere Rotbendenmühle“, Ersterwähnung 1302, im Besitz der Reichsabtei Burtscheid, 16. Jh. Kupfermühlen, Pächter Familie Amya, 1820 Nadelschleifmühlen der Familie Pastor, 1840 Farbholzmühlen, 1873 Teil einer Tuch- und Filzfabrik, im Zweiten Weltkrieg zerstört und wieder aufgebaut, bis 1965 als Filzfabrik in Betrieb, dann niedergerissen. | Neubau von Wohn- und Geschäftshäusern, Straße „An der Kulprie“ nach ihr benannt. Straße „Mühlental“ nach den dortigen Mühlen benannt. |                                    |
| Ellermühle                    | Malmedyer Straße 32–34, Aachen-Burtscheid (Standort)                | Wurm          | Anfangs Mahlmühle, mehrfach umgebaut, 1765 Walkmühle, 1789 Nadelschauermühle der Familie Pastor, 1840 Farbholzmühle, 1861 Teil der Färberei Friedrich Erckens und ausgestattet mit einem Dampfkessel, 1963 stillgelegt und abgerissen. | Neubausiedlung, Straße „An der Ellermühle“ nach ihr benannt. |                                    |
| Heißensteinmühle              | Adlerberg, Aachen-Burtscheid (Standort)                             | Wurm          | Auch bekannt als „Heistermühle“, benannt nach benachbarten heißen Quelle, Ersterwähnung 1215 als Mahlmühle der Reichsabtei Burtscheid, 1820 Spinnmühle der Familie Pastor, 1832 Teil der Tuchfabrik Vonachten, Ende 19. Jh. zwecks Umgestaltung des Ortskerns abgerissen. | Landesbad Aachen |                                    |
| Krebsmühle                    | Mühlradstraße / Dammstraße, Aachen-Burtscheid (Standort)            | Wurm          | Auch bekannt als „Drieschmühle“, im Besitz der Reichsabtei Burtscheid, 1425 Walkmühle, später Öl- und Fruchtmühle, 1802 Nadelschauermühle, 1820 Mahlmühle, 1832 Teil einer Fabrik, 1911 abgerissen. Ein Mühlrad ist erhalten geblieben und vor dem ehemaligem Burtscheider Rathaus aufgestellt worden | Neubau von Wohn- und Geschäftshäusern |                                    |
| Kockartzmühle                 | Bachstraße 20 Aachen-Burtscheid (Standort)                          | Wurm          | 1302 „Steinmühle/Steinkoulenmühle“ genannt und im Besitz der Reichsabtei Burtscheid, 1486 Pächter Jakob Kockartz, seitdem „Kockartzmühle“, Mahl-, Öl- und Walkmühle, 1681 Mahl- und Poliermühle, 1775 Nadelschauermühle, 1827 Teil einer Tuchfabrik, Anfang 20. Jh. stillgelegt und abgerissen. | Industriebauten |                                    |
| Warmweihermühle               | Bachstraße 64, Aachen-Frankenberger Viertel (Standort)              | Wurm          | Im Besitz der Herren von Merode auf der Burg Frankenberg, Ersterwähnung 1400 als Kupfermühle, 1726 Walkmühle, 1751 Nadelschauermühle, 1863 Teil einer Wollspinnerei, Anfang 20. Jh. niedergerissen. | Neubau von Wohn- und Geschäftshäusern, „Mephistohöfe“. |                                    |
| Amyamühle                     | Bachstraße 45 Aachen-Frankenberger Viertel (Standort)               | Wurm          | Anfangs auch „Müdgeshagenmühle“, später „Benßenrather Mühle“ bezeichnet, Mahl- und Kupfermühle, 1731 Schauermühle der Familie Amya, 1820 Spinnmühle der Familie Pastor, 1832 Teil einer Wollwarenfabrik und 1890 einer Tuchfabrik, 1900 abgerissen. | Bau der Zollernstraße und der damaligen Kreisverwaltung. |                                    |
| Weiße Mühle                   | Brabantstraße 73 Aachen-Frankenberger Viertel (Standort)            | Wurm          | Nicht zu verwechseln mit der „Weißen Mühle“ am Paubach. 1517 Kupfermühle, 1614 Ölmühle, 1727 Nadelschauermühle1820 Spinnmühle, 1871 Teil der „Tuchfabrik J. Cüpper & Sohn“, ab 1942 der „Tuchfabrik F. & M. Meyer“, 1959 stillgelegt und 2000 Abriss der maroden Bauten. | Neubau von Wohn- und Geschäftshäusern und der Parkanlage „Schwedenpark“. |                                    |
| Vorderste Mühle               | Rehmplatz Aachen (Standort)                                         | Wurm          | Auch bekannt als „Resdels“- oder „Rosenthalsmühle“, 1328 Malzmühle der Resdels-Brauerei, 16. und 17. Jh. Betrieb einer zweiten Mühle als Kupfermühle, 1862 erneut Kornmühle, wenige Jahre später stillgelegt und abgerissen. | Neugestaltung des „Rehmviertels“ mit Wohn- und Geschäftshäusern. |                                    |
| Aretzmühle                    | Aretzstraße / Blücherplatz Aachen (Standort)                        | Wurm          | Ersterwähnung 1465 als „Peter-Joris-Mühle“, Mahlmühle, 1585 „Kalkberners Mühle“, 1642 Großbrand und Wiederaufbau, 1752 neue Pächterin Maria Aretz und Namensänderung, 1844/1850 Spinnmühle, 1875 stillgelegt und abgerissen. | Neugestaltung des „Rehmviertels“ mit Wohn- und Geschäftshäusern. |                                    |
| Dennewartsmühle               | Dennewartstraße Aachen (Standort)                                   | Wurm          | Auch bekannt als „Dennewaldsmühle“, anfangs Mahlmühle, 1856 Teil einer Spinnerei mit Dampfmaschinenbetrieb, Ende des 19. Jahrhunderts Teil der „Tuchfabrik Königsberger“, 1999 Schließung und Abriss. | Geschäfts- und Bürobauten, Straße nach ihr benannt. |                                    |
| Hundskirchhofmühle            | Wiesental Aachen (Standort)                                         | Wurm          | 1389 in Besitz von Johann von Hochkirchen, 1634 Walkmühle, wenig später Fell- und Kupfermühle, 1725 Öl- und Mahlmühle mit drei unterschlächtigen Mühlrädern, 1866 Dampfmühle, 1911 Abriss. | Kleingartenanlage |                                    |
| Wischer Mühle                 | Jülicher Straße 326, Aachen (Standort)                              | Wurm          | Ersterwähnung 1450, 1551 Kupfer- und Mahlmühle, Mitt 18. Jh. nur noch Mahlmühle, 1864 Inbetriebnahme einer Dampfmaschine, 1962 Einstellung des Betriebes, Verfall. | Ruinenrest der alten Mühle erhalten und unter Denkmalschutz gestellt, Gelände mit Industriebauten bebaut. |                                    |
| Steinerne Mühle               | Jülicher Straße 406–414, Aachen (Standort)                          | Wurm          | Ersterwähnung 1423, 17. Jh. Mahl- und Kupfermühle, später nur noch Getreidemahlmühle, 1945 Betrieb eingestellt und Mühle niedergerissen. | Wohn- und Geschäftshäuser, Parkanlage. |                                    |
| Hergelsmühle                  | Hergelsmühlenweg, Aachen-Haaren (Standort)                          | Wurm          | 1567–1569 mit zwei Wasserrädern als Mahlmühle erbaut, 1673 Ölmühle, 1724 Schauermühle und Teil einer Nadelfabrik, 1767 Lohmühle, 1830 Spinnmühle, ab 1856 mit Dampfmaschine ausgestattet, 1918 Tuchreißerei, später stillgelegt. | Vorübergehend Obdachlosenunterkunft, 1975 abgerissen, anschließend Neubau von Wohn- und Geschäftsbauten mit Parkanlagen, Weg nach ihr benannt.                                                                                             |                                    |
| Südliche Hochbrücker Mühle    | Hochbrück 2–3 Aachen-Soers (Standort)                               | Wurm          | Name geht auf die 1318 erwähnte Hochbrücke über die Wurm zurück, Ersterwähnung 1519 als Kupfermühle, 1700 Fellmühle, 1777 Mahl- und Ölmühle. | Gutshofanlage, Denkmalschutz, Weg nach ihr benannt. | weitere Bilder                     |
| Nördliche Hochbrücker Mühle   | Hochbrück 4 Aachen-Soers (Standort)                                 | Wurm          | Name geht auf die 1318 erwähnte Hochbrücke über die Wurm zurück. Ersterwähnung 1519 als Kupfermühle, 1723 Mahlmühle, 1778 Mahl- und Ölmühle, 1847 nur noch Mahlmühle, 1886 Teil einer Färberei, 1891 Farbholz- und Fruchtmahlmühle, 1913 ausgestattet mit einem Dieselmotor, zugleich Mühlgraben verfüllt und Mühlrad abgebaut, 1973 Betrieb eingestellt. | Gutshofanlage, Denkmalschutz, Weg nach ihr benannt. | weitere Bilder                     |